# Carcharhinidae
Carcharhinidae Jordan & Evermann, 1896 è una famiglia di squali dell'ordine Carcharhiniformes. Sono anche noti come squali grigi o squali del reef (nonostante alcune specie frequentino anche le acque dolci).
I tipici squali, corpo affusolato, bocca ben fornita di denti seghettati, due pinne dorsali di cui la prima anteriore alle ventrali. La pinna caudale ha un lobo inferiore più corto del superiore. Prevalentemente piscivori. Molte specie sono vivipare.
Alcune specie sono aggressive nei confronti dell'uomo, come lo squalo leuca (Carcharhinus leucas), il pinna bianca oceanico (Carcharhinus longimanus) e lo squalo tigre (Galeocerdo cuvier).
Tra le specie più diffuse nelle barriere coralline troviamo lo squalo grigio (Carcharhinus amblyrhynchos), lo squalo pinna nera (Carcharhinus melanopterus) e lo squalo pinna bianca (Triaenodon obesus)

## Generi
La famiglia Carcharhinidae presenta 12 generi. Il più numeroso, il genere Carcharhinus, presenta 31 specie, mentre altri generi, come Galeocerdo, che presentano una sola specie.
- Carcharhinus Blainville, 1816
- Galeocerdo Müller & Henle, 1837
- Glyphis Agassiz, 1843
- Isogomphodon Gill, 1862
- Lamiopsis Gill, 1862
- Loxodon Müller & Henle, 1839
- Nasolamia Compagno & Garrick, 1983
- Negaprion Whitley, 1940
- Prionace Cantor, 1849
- Rhizoprionodon Whitley, 1929
- Scoliodon Müller & Henle, 1837
- Triaenodon Müller & Henle, 1837